# حارة بستان عمر (أزال)
حارة بستان عمر هي إحدى حارات حي أزال بمديرية أزال في مدينة صنعاء، بلغ تعداد سكانها 657 نسمة حسب تعداد اليمن لعام 2004.